# Älgtjärnen (Ore socken, Dalarna, 681712-146979)
Älgtjärnen är en sjö i Rättviks kommun i Dalarna och ingår i Ljusnans huvudavrinningsområde.